# Brotherella coreana
Brotherella coreana är en bladmossart som beskrevs av Kyuichi Sakurai 1949. Brotherella coreana ingår i släktet Brotherella och familjen Sematophyllaceae. Inga underarter finns listade i Catalogue of Life.